# Würze (Lebensmittel)
Würze (auch Speise- oder Suppenwürze) ist ein flüssiges, pastenförmiges oder trockenes Erzeugnis aus chemischem oder enzymatischem Prozess. Es dient zur Geschmacksbeeinflussung von Suppen, Fleischbrühen und anderen Lebensmitteln. In Deutschland gehört sie gemäß den Leitsätzen des Deutschen Lebensmittelbuchs zur Gruppe der würzenden Zutaten.
Allgemein wird Würze aus eiweißhaltigen, meist pflanzlichen Rohstoffen wie Raps- und Sojaschrot sowie Weizenkleber hergestellt, die durch Hydrolyse, Erhitzen und andere Methoden zu Peptiden und Aminosäuren reduziert wurden. In neuerer Produktion finden enzymatische Prozesse statt. Das so gewonnene Produkt erinnert geschmacklich an Fleischbrühe und ist die Grundlage für Flüssigwürzen, für Brühwürfel und gekörnte Brühe. In der Lebensmittelindustrie findet Würze breite Anwendung. Damit lässt sich der als umami qualifizierte „fleischige“ Geschmackseindruck hervorrufen. Beim Herstellungsprozess für Würze wird das Eiweiß mit Salzsäure verkocht und anschließend mit Natriumcarbonat oder Natronlauge neutralisiert, wobei reichlich Kochsalz entsteht. Bei einer neueren Methode mit Enzymen aus Schimmelpilzen und Schweine-Innereien wird das Eiweiß aufgelöst. Die Lösung wird filtriert und zur Geschmacksverbesserung gelagert; dabei findet teilweise der Abbau bis zur Aminosäure statt.
Der ähnlich verwendete Hefeextrakt wird hergestellt, indem Hefe durch einen Hitzeschock oder die Zugabe von Salz und einem Lösungsmittel wie Trichlorethylen abgetötet wird, worauf sie sich durch Autolyse zersetzt. Würze, die nicht direkt für Konserven und Fertiggerichte verwendet wird, kommt mit Zuckerkulör gefärbt als Flüssigwürze, getrocknet als gekörnte Brühe oder zusätzlich mit Fett verkittet als Brühwürfel auf den Markt. Es werden je nach Verwendungszweck noch weitere Aromastoffe, Geschmacksverstärker, Malz- und Milchzucker, Karamell und anderes hinzugegeben.

## Sonstiges
- Unter diesem Gattungsbegriff wird oft schlechthin das als preiswerter Ersatz für Fleischextrakt von Julius Maggi entwickelte Produkt verstanden. Die ohne Fleischgrundlage produzierte Maggi-Würze wurde am 8. Juni 1886 auf den Markt gebracht.
- „Gemüsebrühe“ enthält zusätzlich kleine Mengen getrockneten Gemüses (meist weit unter 10 %).
- „Fleischbrühe“ muss gemäß EU-Beurteilungskriterien noch mindestens 670 Milligramm Fleischextrakt pro Liter enthalten.
- Nach europäischem Lebensmittelrecht kann Würze je nach Art der Herstellung als Aroma eingeordnet werden. In diesen Fällen besteht die Möglichkeit, Würze allgemein als „Aroma“ zu deklarieren. In Deutschland ist dies nicht üblich. In den Zutatenlisten finden sich Verkehrsbezeichnungen wie „Speisewürze“, „Würze“ oder „pflanzliches Eiweißhydrolysat“. Der Hinweis auf die Ausgangssubstanzen Weizen oder Soja erfolgt im Zuge der Allergenkennzeichnung als Hinweis für betroffene Verbrauchergruppen. Der Würze zugesetzte Geschmacksverstärker müssen stets gekennzeichnet werden.
- Sojasauce hat chemische Ähnlichkeiten mit Speisewürze; sie verdankt ihren typischen Geschmack ebenfalls verschiedenen Peptiden und Aminosäuren, die aus Pflanzeneiweiß entstehen. Zumindest traditionell gebraute Sojasaucen werden durch Fermentation mit Hilfe verschiedener Mikroorganismen hergestellt.